# San Gabriel (Florida)
San Gabriel és una entitat de població al sud del departament de Florida de l'Uruguai. Té una població aproximada de 150 habitants, segons les dades del cens del 2004. És a 123 metres sobre el nivell del mar.